# أمير صلاح الدين
أمير صلاح الدين هو ممثل ومغني ومخرج مسرحي مصري، هو عضو في فريق بلاك تيما وحقق معهم شهرة كبيرة لكن الشهرة الحقيقية كانت من الدور الذي أداه في فيلم ألف مبروك مع أحمد حلمي كسائق سيارة أجرة ذلك الدور الذي منحه مدخلا جيدا للمشاركة في العديد من الأعمال الدرامية والأفلام وقد اكتشفه الفنان أحمد حلمي أثناء مشاركته بمسرحية قهوة سادة ومنحه الدور في فيلم ألف مبروك، ثم شارك بعدها في العديد من الأعمال التلفزيونية.

## مشواره الفني
ولد أمير صلاح عام 1981 وينتمني إلى أصول نوبية، بدأت شهرته من تأسيسه للفريق الغنائي الناجح بلاك تيما
حاز على جائزة أحسن مخرج لمدة عامين وأحسن ممثل لأربع سنوات في فريق التمثيل بالجامعة وهو من الفنانين حاصدي الجوائز فقد حصل على أكثر من جائزة عن أدواره السينمائية منها جائزة عن دوره في فيلم نواره مع منة شلبي 

## الزواج والأبناء
أمير صلاح متزوج ولديه ابن واحد «زين» 

## أعماله[1][3]

### السينما
- ندى
- ألف مبروك
- نوارة
- أسماء
- دعدوش
- سمكة وصنارة

### مسلسلات
- الصياد
- نكدب لو قلنا مبنحبش
- جراند أوتيل
- الكبير أوي
- اسم مؤقت
- كوفيد 25
- العتاولة 2

### مسرح
- قهوة سادة
- حرب الملوخية
- منين أجيب ناس
- قوس قزح
- بين عالمين

### غناء
- فريق بلاك تيما